# Теново
Теново или Тейново или книжовно Техново (на македонска литературна норма: Теново; на албански: Tenova, Тенова) е село в Северна Македония, в община Бървеница.

## География
Селото е разположено в областта Горни Полог, на десния бряг на Вардар.

## История
В края на XIX век Теново е смесено българо-албанско село в Тетовска каза на Османската империя. Андрей Стоянов, учителствал в Тетово от 1886 до 1894 година, пише за селото:
| „ | С. Тейново — има 47 кѫщи, 1 джамия и развалини отъ църква. Не далечъ отъ селото има развалини отъ монастиръ, който се е наричалъ Св. Недѣля; при тѣзи развалини селенитѣ-българи ходятъ на срѣдопостната недѣля, когато тукъ се извършва маслоосвящение, и на Великдень, когато заграждатъ развалнитѣ съ платно и се причастяватъ. | “ |

Според статистиката на Васил Кънчов („Македония. Етнография и статистика“) от 1900 година Тейново е село, населявано от 170 жители българи християни и 150 арнаути мохамедани.
Цялото християнско население на селото е под върховенството на Българската екзархия. По данни на секретаря на екзархията Димитър Мишев („La Macédoine et sa Population Chrétienne“) в 1905 година в Техново има 144 българи екзархисти.
Според Афанасий Селишчев в 1929 година Теново е село в Стенчевска община в Долноположкия срез и има 76 къщи с 455 жители българи и албанци.
Според преброяването от 2002 година селото има 1602 жители.
| Националност | Всичко |
| македонци    | 210    |
| албанци      | 1391   |
| турци        | 0      |
| роми         | 0      |
| власи        | 0      |
| сърби        | 0      |
| бошняци      | 0      |
| други        | 1      |

- „Свети Никола“
- Джамията
- „Света Неделя“